# 中国诗史
《中国诗史》是由冯沅君与陆侃如夫妇合著的一部关于中国文学史的专著。是一部中国文学史重要著作。《中国诗史》着重论述了不同诗体的重要诗人和诗体的更替。它还包含前人所不重视的散曲和俗曲。